# Kransspar
De kransspar (Sciadopitys verticillata) of Japanse parasolden is een conifeer, die endemisch is in het zuiden van Japan. Het is een zeer populaire en opvallende tuinboom, ondanks zijn langzame groei en hoge aanschafkosten.

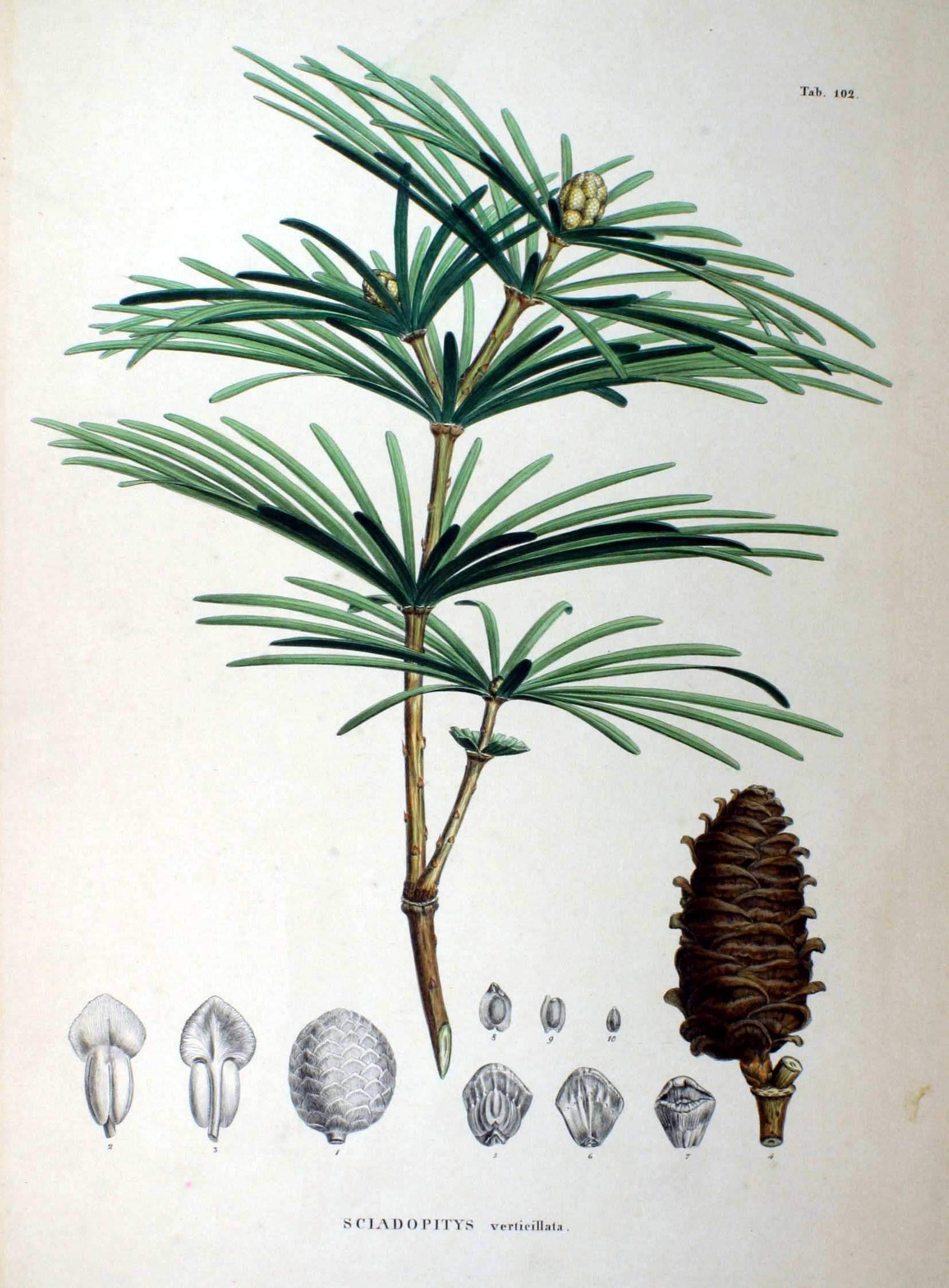

## Botanische beschrijving
De plant is een groenblijvende boom die 20-30 m hoog kan worden. De diameter van de stam is (1,35 m boven de grond gemeten) 1 m. De naalden (die in feite ofwel twee samengegroeide echte bladeren zijn ofwel aangepaste delen van de stengel) worden 6-13 cm lang, 2-3 mm breed en 1 mm dik.
Mannelijke kegels worden 0,6-1,2 cm lang en hangen in dichte groepjes. Vrouwelijke kegels zijn cilindrisch en 4,5-10 cm lang (ze worden korter als ze open gaan). Het duurt achttien tot twintig maanden voordat de vrouwelijke kegels volgroeid zijn. Ze zijn fragiel en vallen uit elkaar zodra het zaad verspreid is.
De boom groeit erg langzaam, meestal groeien ze op arme bodems of plekken in het bos waar gaten in het kroondak zijn.

## Systematische indeling
De soort werd voorheen meestal in de moerascipresfamilie (Taxodiaceae) geplaatst, maar de laatste jaren zijn er meer aanwijzingen dat ze een geïsoleerde lijn vormt en in een eigen familie thuishoort, die de naam Sciadopityaceae Luerss. (1877) heeft gekregen. De soort heeft dus geen naaste verwanten.

## Levend fossiel
De plant is een echt levend fossiel of een relict; er zijn al fossielen uit de familie Sciadopityaceae gevonden die uit het Boven-Trias stammen (circa 200 miljoen jaar geleden). Deze groep was al aan het verdwijnen in het Krijt, nog voordat andere oude coniferengroepen zoals de Araucariaceae wijd verspreid raakten.